# 윤여훈
윤여훈(尹汝訓, 1937년 4월 15일~2024년 4월 17일)은 대한민국의 정치인이다. 보수주의 계열의 여성계 인사로 활동했다. 제9·10대 국회의원을 지냈다.

## 학력
- 고려대학교 정치외교학과 졸업

## 약력
- 대구대학교 병설 여자초급대학 전임강사
- 명지대학교, 성균관대학교 강사
- 대한적십자사 섭외부장
- 한국자유총연맹 부총재
- 한국방송공사 이사
- 대통령 통일고문
- 1976년~1979년: 제9대 국회의원(유신정우회)
- 1979년~1980년: 제10대 국회의원(유신정우회)

## 역대 선거 결과
|  | 0% |

|  | 0% |

|  | 13.3% |